# 山田 (新潟市)
山田（やまだ）は、新潟県新潟市西区の町字。郵便番号は950-1101。

## 概要
1948年（昭和23年）から現在までの大字で、合子ケ作（ごうしがさく）が改称して成立した。信濃川の左岸に位置し、中州の周りを土手で囲まれた島を山田島という。
もとは江戸時代からあった合子ケ作村の区域の一部で、1683年（天和3年）の記録に村名が残されている。

### 隣接する町字
北から東回り順に、以下の町字と隣接する。
- 善久
- 鳥原
- 立仏
- ときめき東
- 寺地
- 小新

※ 信濃川を挟んで中央区美咲町、大島、親松、江南区太右エ門新田、久蔵興屋、祖父興屋と隣接。

## 歴史
- 1889年（明治22年）4月1日 : 合併により曽野木村の大字合子ケ作となる。
- 1948年（昭和23年）7月1日 : 西蒲原郡黒埼村に編入と同時に山田に改称。
- 2001年（平成13年）1月1日 : 合併により新潟市の大字となる。
- 2007年（平成19年）4月1日 : 新潟市の政令指定都市移行により、西区の大字となる。

## 世帯数と人口
2018年（平成30年）1月31日現在の世帯数と人口は以下の通りである。
| 大字 | 世帯数    | 人口    |
| ---- | --------- | ------- |
| 山田 | 1,390世帯 | 3,392人 |

## 小・中学校の学区
市立小・中学校に通う場合、学区は以下の通りとなる。
| 番地 | 小学校             | 中学校             |
| ---- | ------------------ | ------------------ |
| 全域 | 新潟市立山田小学校 | 新潟市立黒埼中学校 |

- 山田の一部は、申請により新潟市立小針中学校へ就学できる地域。

## 主な企業・施設
- 道の駅新潟ふるさと村
- 新潟市立山田小学校
- ホテルディアモント新潟西

## 交通

### 鉄道
新潟交通電車線（廃止）
- 焼鮒駅

### 道路
地域高規格道路
- 新潟西バイパス - 新潟バイパス
  - 黒埼IC

国道
- 国道8号
- 国道116号

県道
- 新潟県道42号新潟黒埼インター線

### バス
新潟交通路線バス
- 郊外線（大野・白根方面）
  - 寺地停留所 - 下山田停留所 - 山田堤付停留所 - 中山田停留所 - 新潟ふるさと村停留所
    - 800 大野線 平島・ふるさと村経由
    - 802 大野線 平島・ときめき経由
    - 810 白根線 平島・ふるさと村・大野・大通経由
    - 813 白根線 【快速】平島・ふるさと村・大野・大通経由
    - 820 味方線 平島・ふるさと村・大野・味方経由 月潟方面
    - 821 味方線 平島・ふるさと村・大野・味方経由 潟東方面
    - 830 木場線 平島・ふるさと村・大野経由

  - 山田小学校前停留所
    - 800 大野線 平島・ふるさと村経由
    - 802 大野線 平島・ときめき経由

### 水上バス
信濃川ウォーターシャトル
- ふるさと村前のりば